# Trichocolletes brunilabrum
Trichocolletes brunilabrum  is een vliesvleugelig insect uit de familie Colletidae. 
De bij wordt ongeveer 11 millimeter lang. De soort komt voor West-Australië.